# Сопиште
Сопиште (мкд. Сопиште) је насеље у Северној Македонији, у северном делу државе. Сопиште је седиште истоимене општине Сопиште, која окупља јужна предграђа Града Скопља.

## Географија
Сопиште је смештено у северном делу Северне Македоније. Од најближег већег града, Скопља, насеље је удаљено 10 km јужно.
Насеље Сопиште је у оквиру историјске области Кршијак, која се обухвата долину Маркове реке, јужно од Скопског поља. Насеље је смештено на источним падинама планине Водно, са којих пуца поглед на Скопско поље ка северу. Надморска висина насеља је приближно 540 метара.
Месна клима је континентална.

## Становништво
Сопиште је према последњем попису из 2002. године имало 5.325 становника.
Етнички састав:
| Националност | Укупно        |
| Македонци    | 5.255 (98,7%) |
| Срби         | 39 (0,7%)     |
| остали       | 31 (0,6%)     |

Већинска вероисповест је православље.